# Fritz Funke (Radsportler)
Fritz Funke (* 24. Dezember 1907 in Chemnitz; † 9. Mai 1977 in Siegburg) war ein deutscher Radsportler, der vor und nach dem Zweiten Weltkrieg aktiv war. Nach dem Krieg betrieb er Radsport in der DDR. 

## Sportliche Laufbahn
Mit 17 Jahren fuhr Funke seine ersten Radrennen. 1930 trat er dem RC Wanderfalke in Dresden bei und wechselte 1933 zum RC Wanderer Chemnitz. Mit dessen Sechsermannschaft gewann Funke im selben Jahr die Deutsche Meisterschaft auf der Straße im Mannschaftszeitfahren und auf der Bahn in der Mannschaftsverfolgung. Ebenfalls 1933 siegte er in deutschland- und sachsenweiten Rennen. Im folgenden Jahr unterschrieb er beim deutschen Radsportteam Presto einen Vertrag als Berufsfahrer und startete bei zahlreichen Profirennen im In- und Ausland. Ab 1936 tauchte Funke bei den größeren internationalen Wettbewerben wie Tour de France, Tour de Suisse oder der Deutschland-Rundfahrt auf. Während er bei der Tour de France 1936 nach der achten Etappe ausscheiden musste, erreichte er bei der Tour de Suisse 1937 als bester Deutscher den 21. Platz. Bei der 1937er Deutschland-Rundfahrt kam er auf den zwölften Rang. Ab 1937 fuhr Funke für das deutsche Team Diamant. Bei der Deutschland-Rundfahrt 1938 schied er  wieder vorzeitig aus. 
Der Zweite Weltkrieg unterbrach seine Karriere, die er erst 1948 wieder fortsetzen konnte. Er gehörte in Chemnitz zu den ersten Aktiven, die den Radsport wieder ins Leben riefen. Bis 1949 fuhr er weiter als Berufsfahrer zahlreiche Rennen sowohl auf der Straße wie auch auf der Bahn. Nachdem der Berufssport in der DDR diskreditiert wurde, ließ sich Funke reamateurisieren und wurde Mitglied der Betriebssportgemeinschaft (BSG) Wismut Dwigatel Chemnitz. 1951 gewann er den Radsportklassiker Rund um die Hainleite und nahm als ältester Fahrer an der DDR-Rundfahrt teil, bei der er als Bester des Wismut-Teams Platz 16. erreichte. Der größte Erfolg der Saison 1952 war der Gewinn der DDR-Meisterschaft im Mannschaftszeitfahren mit der BSG Wismut. Diesen Erfolg konnte er als 45-Jähriger 1953 noch einmal wiederholen. Im selben Jahr fuhr Funke seine letzte DDR-Rundfahrt, die er als 19. abschloss. 